# Mientras más lo pienso... tú
Mientras más lo pienso... tú es el nombre del tercer álbum de estudio grabado por el cantautor dominicano Juan Luis Guerra y su grupo 4.40. Fue lanzado al mercado por la empresa discográfica dominicana Karen Records en 1987. Este disco afianza la popularidad del grupo 4.40 en República Dominicana y los coloca de cara a la internacionalización. En esta grabación colaboró en el tema 4 del lado "B" el cantautor dominicano Marco Hernández, quien después fue incorporado al grupo. Años después, el disco fue reeditado en formato CD respetando el orden original de los temas del LP.

## Lista de canciones
| Lado "A" |                    |        |        |                  |          |  |
| N.º      | Título             | Letras | Música | Escritor(es)     | Duración |  |
| 1.       | «Guavaberry»       |        |        | Juan Luis Guerra | 4:16     |  |
| 2.       | «Tú»               |        |        | Juan Luis Guerra | 3:53     |  |
| 3.       | «Amor de conuco»   |        |        | Juan Luis Guerra | 3:50     |  |
| 4.       | «No me acostumbro» |        |        | Juan Luis Guerra | 4:38     |  |

| Lado "B" |                      |                          |                 |                  |          |  |
| N.º      | Título               | Letras                   | Música          | Escritor(es)     | Duración |  |
| 1.       | «Me enamoro de ella» |                          |                 | Juan Luis Guerra | 4:16     |  |
| 2.       | «¡Ay mujer!»         |                          |                 | Juan Luis Guerra | 4:06     |  |
| 3.       | «Amigos»             |                          |                 | Juan Luis Guerra | 4:36     |  |
| 4.       | «Rock-a-fiesta»      | Roger Zayas Bazán y 4.40 | Marco Hernández |                  | 3:45     |  |

## Créditos
Los créditos han sido obtenidos de las ediciones en LP y CD y la información ha sido completada en diversos sitios web y con la ayuda de los créditos de otros álbumes.

### Juan Luis Guerra & 4.40
- Juan Luis Guerra: Voz solista, coros, dirección, producción y arreglos.
- Maridalia Hernández: Voz solista y coros.
- Mariela Mercado: Voz solista y coros.
- Roger Zayas Bazán: Voz solista y coros.

### Músicos
- Ángel Miro Andújar: Tambora.
- Guarionex Aquino: Percusión.
- Isidro Bobadilla: Percusión.
- Natanael Cabrera: Güira (aparece como Natanael)
- Fermín Cruz: Trompeta.
- Crispín Fernández: Saxofón.
- Álex Mansilla: Piano.
- Isidro Martínez: Trompeta.
- Joan Minaya: Trombón.
- Joe Nicolás: Bajo.
- Roberto Olea: Trombón.
- Jacín Pérez: Bajo.
- Kaki Ruíz: Trompeta.
- Manuel Tejada: Sintetizador.
- Ramón Orlando Valoy: Piano.

### Otros créditos
- Quico Caba: Asistente de grabación.
- Ralph Mehecidith: Maquillaje de los artistas.
- Salvador Morales: Técnico de grabación y mezcla.
- Gustavo Luis Moré: Diseño gráfico y arte.
- Luis Nova: Fotografía.
- Humberto Raposo: Asistente de grabación.
- Bienvenido Rodríguez: Producción ejecutiva.
- July Ruíz: Técnico de grabación y mezcla (excepto pista B3).
- Pepe Teijero: Asistente de grabación.
- Félix Valoy: Asistente de grabación.